# Johann Willem Beyen

Bustul lui Johan Willem Beyen ca element al Monumentului părinților fondatori ai Uniunii Europene din Parcul Herăstrău din București

Johan Willem Beyen (n. 2 mai 1897, Utrecht - d. 29 aprilie 1976, Haga) a fost un om politic neerlandez, bancher, ministru al afacerilor externe între anii 1952-1956.
În timpul celui de-al Doilea Război Mondial a fost consilier al guvernului neerlandez din exil, apoi s-a numărat printre fondatorii Băncii Mondiale și ai Fondului Monetar Internațional, ocupând, pe rând, funcția de director la ambele instituții.
Ca ministru de externe a jucat un rol decisiv în crearea Comunității Economice Europene. Propunerile sale din 1952 vizau realizarea unei uniuni vamale și tarifare și a unei piețe comune europene. Acest plan a reprezentat punctul de pornire a discuțiilor de la conferința de la Messina din anul 1955.
Ideile lui Beyen, alături de cele ale belgianului Paul-Henri Spaak, aveau să ducă în anul 1957 la fondarea Comunității Economice Europene.
Ca omagiu pentru contribuția sa la fondarea Uniunii Europene, bustul său a fost inclus printre cele 12 busturi de oameni politici reunite în Monumentul părinților fondatori ai Uniunii Europene, inaugurat la București, la 9 mai 2006, de Ziua Europei, pe Insula Trandafirilor din Parcul Herăstrău.